# 超獣機神ダンクーガ BGMコレクションVol.1
『超獣機神ダンクーガ BGMコレクションVol.1』（ちょうじゅうきしんダンクーガ ビージーエムコレクション ボリュームワン）は、1985年4月21日に発売された、テレビアニメ『超獣機神ダンクーガ』のサウンドトラックアルバム。
放送当時に発売された音盤の中では唯一、当初からCDも発売されていた。

## 収録曲
特記の無いものは戸塚修といけたけしの手による。実際の両者の作業は分担して行われていたというが、その詳細は不明。
1. 愛よファラウェイ（作詞：松井五郎 作曲：古本鉄也 編曲：戸塚修 歌：藤原理恵）
第33話までのオープニングテーマ。
2. 大空の疾駆
獣戦機隊出撃のBGMに良く使われていた。
3. 明日の風
4. 侵略
5. 急襲
6. 迎撃（作曲：いけたけし）
『バーニング・ラヴ』のアレンジ曲。
7. 弾雨
8. 悲愁
9. 野望
第28話を始め、主にシャピロ・キーツの場面で使われていた。
10. 地の果てまでも
TV本編のラストや第29話のイゴール長官戦死の場面、最終回ラストに使用。
11. I THINK OF YOU（作詞：Jim Steele 作曲：いけたけし 編曲：戸塚修 歌：いけたけし）
12. ノンストップ
13. WE ARE THE ONES（作詞：Jim Steele 作曲：いけたけし 編曲：戸塚修 歌：いけたけし）
第33話で使用された挿入歌。
14. 席巻
第1話など、ムゲ・ソルバドス帝国軍の侵攻のシーンに使用された。
15. 戦塵
16. 祈り
ゲストキャラが死亡する展開で使われていたが、第16話を最後に使われなくなった。
17. 執着
18. 突破
コーダはアイキャッチ音楽として使用されている。
19. 微笑
20. 静謐
21. バーニング・ラヴ（作詞：松井五郎 作曲：いけたけし 編曲：戸塚修 歌：いけたけし）
第33話までのエンディングテーマ。